# Combat de Zamora
Guerre d'indépendance espagnole
Batailles
- Durango (10-1808)
- Balmaseda (11-1808)
- Burgos (11-1808)
- Roses (11-1808)
- Espinosa (11-1808)
- Tudela (11-1808)
- Bubierca (11-1808)
- Somosierra (11-1808)
- Cardedeu (12-1808)
- Saragosse (12-1808)
- 1re Molins de Rei (12-1808)
- Sahagún (12-1808)
- Benavente (12-1808)
- Mansilla (12-1808)
- Castelló d'Empúries (01-1809)
- Cacabelos (01-1809)
- Lugo (01-1809)
- Zamora (01-1809)
- Astorga (01-1809)
- La Corogne (01-1809)

Le combat de Zamora, aussi appelé bataille de Villagodio en espagnol, se déroula le 6 janvier 1809 à Zamora, en Espagne, dans le cadre de la guerre d'indépendance espagnole. Il opposa les forces françaises du général Pierre Maupetit à une troupe de volontaires galiciens commandés par Agustín Manso. L'affrontement se solda par une victoire française. 
Alors que l'armée française de Napoléon poursuivait les Britanniques dans le nord de l'Espagne depuis la fin de l'année 1808, la cavalerie du général Maupetit fut bloquée devant Zamora dont les portes avaient été fermées par la population. Ayant reçu des renforts quelques jours plus tard, Maupetit donna l'assaut le 10 janvier et submergea rapidement les défenses de la ville.

## Contexte
En mai 1808, un soulèvement populaire contre la présence française éclata en Espagne. La ville de Zamora, située au nord-ouest du pays, ne fut pas épargnée par les troubles. Toutefois, alors que les autorités locales restaient passives, résignées et plus enclines à collaborer avec les Français qu'à soutenir la révolte, la population envahit les rues pour exiger auprès du gouverneur de la ville la distribution des armes entreposées dans le château et la rétention des sommes d'argent exigées par les autorités françaises à Madrid. Le maire de Zamora, Ignacio Yáñez de Rivadeneira, envoya le 31 mai une dépêche urgente à destination de la capitale : « nous n'avons pas de forces militaires suffisantes pour faire respecter l'autorité judiciaire, exposée à des insultes injustifiées devant des personnes qui n'abandonnent pas l'idée qu'on leur remette des armes et qui empêchent l'envoi d'argent de Zamora à Madrid ».
Dans les jours qui suivirent, les autorités locales tentèrent de se maintenir sur leurs positions mais la contestation populaire se fit de plus en plus violente. Un procès-verbal de la mairie, en date du 2 juin 1808, indique que « les personnes rassemblées dans une grande clameur avec des tambours et des drapeaux sur la place du Sauveur extirpèrent brutalement de leur maison des militaires en retraite et des responsables civils en leur demandant d'abolir l'ordre royal et de former des assemblées composées de l'évêque, du gouverneur militaire, de l'intendant général, du maire, du doyen et prieur, des chevaliers et des gens honnêtes ». Le gouverneur de la ville, Juan Pignatelli, accepta finalement de remettre les armes à la population. Un conseil de l'armement et de la défense fut alors créé et Zamora contribua à la formation de l'armée espagnole de Castille, sous le commandement du général Gregorio García de la Cuesta.
Face à la dégradation de la situation en Espagne, Napoléon Ier se mit personnellement à la tête des troupes pour rétablir son autorité dans la péninsule. Après une série de victoires sur les Espagnols, il fit son entrée à Madrid le 4 décembre et se lança peu après à la poursuite du corps expéditionnaire britannique du général Moore, dont la cavalerie venait de remporter un petit succès contre son homologue française à Sahagún. Le commandant britannique ordonna alors la retraite sur le port de La Corogne. Les marches forcées, les conditions climatiques épouvantables et les accrochages fréquents avec les troupes françaises firent des ravages dans les rangs de l'armée britannique. 

## Déroulement du combat
Le 5 janvier, un détachement français fut repéré à proximité de Zamora. Sous la pression populaire, un groupe de volontaires dirigé par un commandant en retraite, Agustín Manso, fut mis sur pied et attaqua dès le lendemain les soldats impériaux à Monfarracinos, faisant deux prisonniers et capturant trois chevaux ainsi que deux pièces d'artillerie. Excités par ce premier succès, et contre l'avis des quelques militaires présents, les volontaires se préparèrent à affronter le gros des troupes françaises à hauteur du pont de Villagodio, sur la rivière Valderaduey. Au même moment, en effet, la brigade de cavalerie du général Pierre Maupetit, composée du 5e régiment de dragons et du régiment de chevau-légers westphaliens, déboucha sur le terrain. Une charge des dragons eut raison de la résistance des soldats espagnols, dont la ligne de retraite était coupée par la cavalerie française. Les volontaires perdirent 130 morts et de nombreux blessés, sur un effectif initial d'environ 800 hommes.

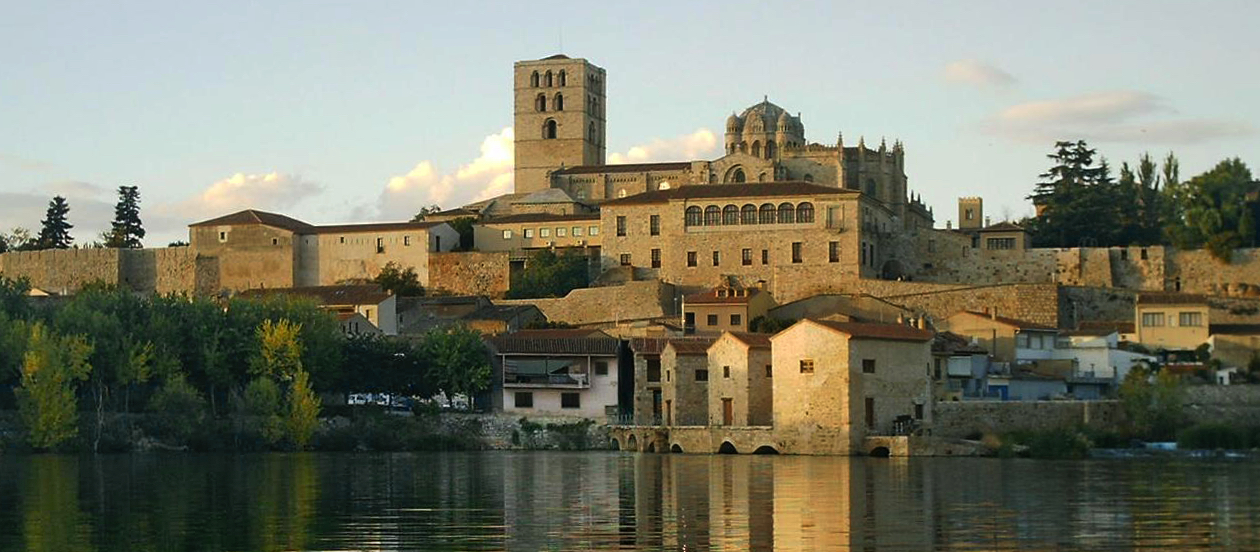
La cathédrale et les remparts de Zamora en 2006.

Des historiens avancent l'hypothèse que le petit détachement français capturé le 6 janvier n'était qu'un appât placé là par les Impériaux afin d'inciter les défenseurs à quitter la sécurité des remparts de Zamora pour s'avancer en terrain découvert. Cependant, Maupetit ne pouvait enlever la place sans soutien d'infanterie et il fut contraint de demander des renforts au général Pierre Belon Lapisse, dont la division se trouvait à proximité. Les journées des 8 et 9 janvier se résumèrent en conséquence à quelques échanges d'artillerie et les Français profitèrent de ce laps de temps pour étudier les défenses de la ville. Un premier renfort, en l'occurrence un bataillon du 8e de ligne accompagné d'une pièce d'artillerie, rejoignit Maupetit sous les murs de la ville, suivi le 9 janvier par une colonne formée du 45e de ligne, de deux bataillons du 16e léger et de deux canons, le tout sous les ordres du général Augustin Darricau.

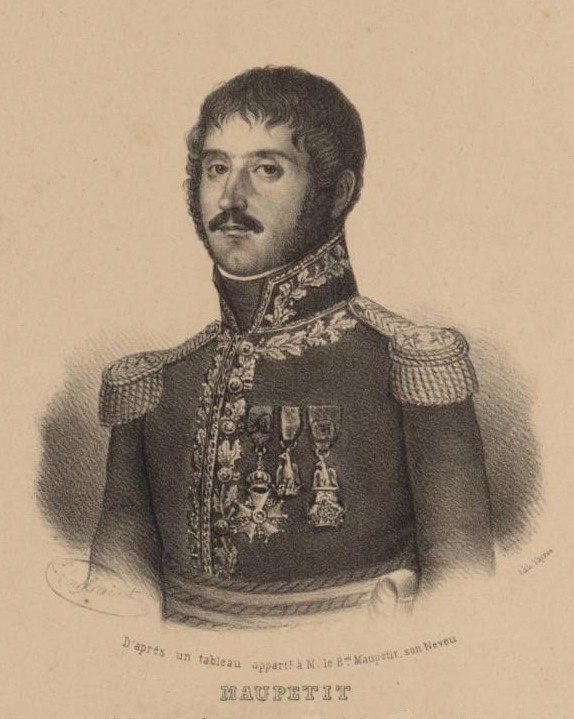
Le général Pierre Maupetit, commandant les troupes françaises au combat de Zamora. Arrivé en Espagne en septembre 1808, il s'était taillé une réputation d'intrépidité lors des campagnes précédentes. L'historien américain Robert Burnham le considère comme « un magnifique meneur d'hommes, téméraire au combat et compétent sur le plan tactique ».

Le 10 janvier, Maupetit prit ses dispositions pour attaquer la ville. Le général Darricau fut posté sur la droite avec deux bataillons du 16e léger, un bataillon du 45e de ligne et quatre canons, tandis que la gauche était tenue par un bataillon du 8e de ligne avec une pièce d'artillerie et le centre par deux bataillons du 45e, la cavalerie et un canon. Un combat de quatre heures s'engagea, en particulier dans les faubourgs qui furent enlevés par le 16e léger. L'artillerie française finit par ouvrir une brèche dans les remparts près de la porte Saint-Paul, ce qui permit aux troupes d'assaut de s'y engouffrer. Les défenseurs abandonnèrent alors la ville sans combat pour se replier sur la rive gauche du Duero. Les forces impériales s'emparèrent, entre autres butins, de 8 canons et de 2 500 fusils entreposés dans la citadelle. Les pertes françaises se limitèrent selon Balagny à « 3 canonniers et 10 voltigeurs tués et quelques blessés ».

## Bilan et conséquences
La plupart des cadavres de soldats tombés au combat, à l'exception de quelques-uns qui furent enterrés dans la quasi-clandestinité, furent laissés à l'air libre, éparpillés çà et là autour de Villagodio. Il fallut attendre plusieurs années, à une époque où la présence française se faisait moins forte, pour que certaines dépouilles pussent obtenir une sépulture décente. Le registre des décès de la paroisse de San Juan de Puerta Nueva indique ainsi, à la date du 6 octobre 1812, qu'ont été inhumés « tous les os qui ont pu être trouvés dans les champs de Villagodio, appartenant à tous les fiers et bons Espagnols qui y sont morts le 6 janvier de l'année mille huit cent neuf, pour la défense de la patrie et de la religion et contre les pulsions tyranniques et cruelles des Français ».
Le général Lapisse arriva à Zamora le 12 janvier 1809, soit deux jours après la chute de la ville, et frappa cette dernière d'une contribution de quatre millions de réaux. Le 14, une cérémonie présidée par l'évêque de Zamora eut lieu lors de laquelle les habitants reconnurent officiellement l'autorité du roi Joseph Bonaparte. L'occupation française de Zamora dura un peu plus de trois ans. Au cours de cette période, la cité devint un point de passage obligatoire pour les troupes, le matériel et les approvisionnements destinés à la conquête du Portugal. Un système fiscal écrasant se mit en place qui affecta considérablement les classes populaires et les marchands, déjà soumis aux effets de la pénurie et des restrictions. Les paroisses et les couvents durent ainsi vendre jusqu'à leur dernier calice ou croix pour faire face aux exigences des envahisseurs. La cathédrale de Zamora, utilisée par ailleurs comme entrepôt, fit fondre certaines de ses cloches et grilles, tout cela avec la permission et la collaboration des autorités locales. 
Cette situation fit qu'un grand nombre d'habitants quittèrent la ville pour se joindre à la guérilla, soit en créant leur propre bande soit en rejoignant des bandes déjà existantes comme celles de Julian Sanchez, Lorenzo Aguilar ou Juan Mendieta, qui harcelaient les troupes françaises principalement dans les régions limitrophes avec le Portugal.